# Fondation OpenPOWER
La Fondation OpenPower est une collaboration autour des produits de l'Architecture Power initiée par IBM et annoncée comme le "Consortium OpenPOWER" le 6 août 2013. IBM a ouvert la technologie entourant son offre d'architecture Power (tel que les spécifications du processeur, firmware et software) sous une licence libérale, utilisant un modèle de développement collaboratif avec les autres membres du consortium,.
L'objectif mis en avant est de permettre à chaque membre de l'écosystème des fournisseurs de serveurs de construire leur version personnalisée de serveur, réseau et matériel de stockage pour les futurs centres de données et cloud computing.
Power.org est toujours le conseil d'administration gérant l'Architecture Power et le jeu d'instructions de l'Architecture Power, mais des implémentations spécifiques sont désormais libres d'utilisation en vertu de la licence libérale accordée par IBM. Les processeurs basés sur la propriété intellectuelle d'IBM peuvent désormais être fabriqués par n'importe quel fondeur, et mixés avec des composants matériels provenant d'autre intégrateurs.

## Ouverture

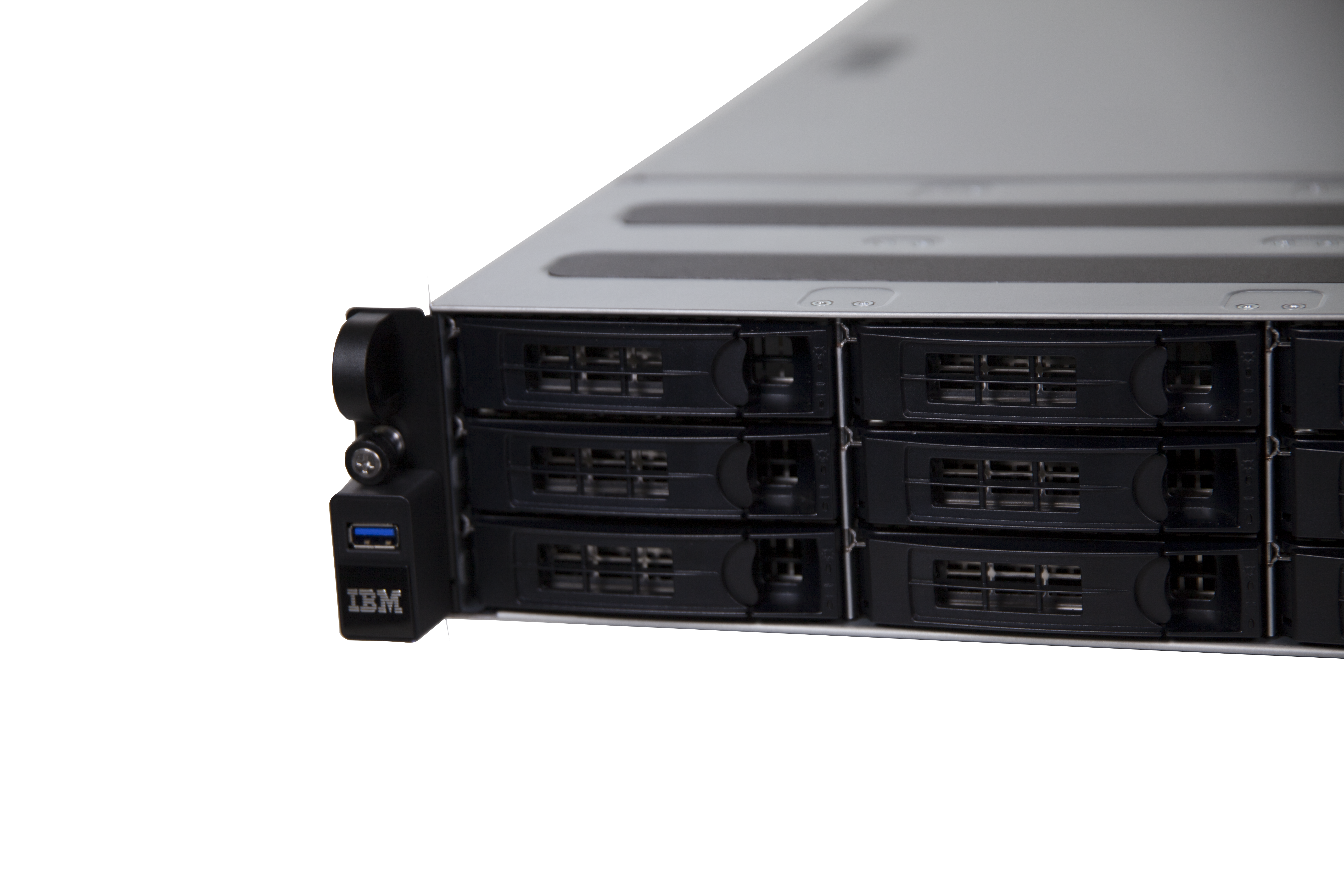
IBM S812LC - Habanero - Système OpenPOWER fabriqué par Tyan

IBM utilise le terme "ouvert" pour décrire ce projet de trois façons.
1. IBM licencie la technologie du microprocesseur ouvertement à ses partenaires. Ils partagent les "blueprints" du matériel et des logiciels avec leurs partenaires, afin qu'ils puissent engager IBM ou d'autres compagnies pour fabriquer des processeurs et autres puces liées.
2. IBM collabore en suivant un modèle économique de type ouvert où les participants partagent des technologies et des innovations les uns avec les autres.
3. Tire avantages des logiciels de l'open source  tels que le système d'exploitation Linux.

## Matériel

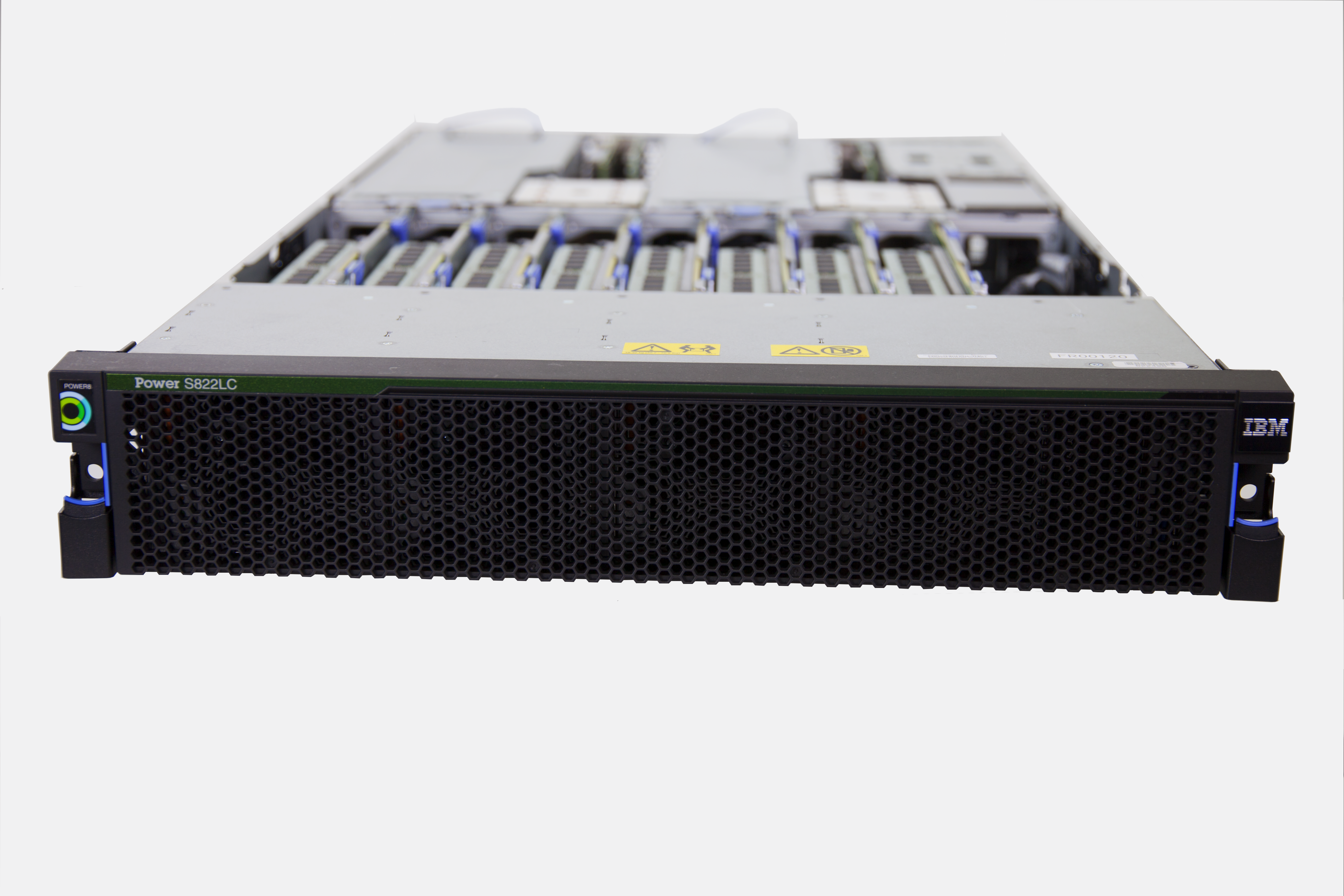
IBM S822LC - Firestone - Serveur OpenPOWER fabriqué par Wistron

IBM cherche à offrir la technologie de la puce POWER8 et ses itérations futures grâce à l'initiative OpenPOWER, mais a également rendu les modèles précédents disponibles sous licence. Les partenaires sont tenus de contribuer à la propriété intellectuelle de la Fondation OpenPOWER afin d'accéder à des rangs supérieur (Membres Silver, Gold, Platinium).
L'architecture des processeurs POWER8 incorpore des fonctionnalités afin de faciliter leur intégration dans des modèles personnalisés. Le contrôleur de mémoire générique est conçus pour évoluer avec les futures technologies, et le nouveau bus d'extension CAPI (Coherence Accelerator Processor Interface) est conçu pour intégrer facilement des coprocesseurs externes comme les GPUs, ASICs et FPGAs.
Nvidia contribue avec sa technologie d'interconnexion rapide NVLink, qui permet le couplage des processeurs graphiques Nvidia à base d'architecture Pascal et des futurs processeurs POWER.

## Logiciel
L'initiative OpenPOWER comprend des firmware, l'hyperviseur KVM et des systèmes d'exploitation Linux little endian. La fondation a un projet sur GitHub pour les logiciels, qui sont publiés sous licence Open Source. En juillet 2014, la fondation a annoncé la sortie d'un firmware équivalent au BIOS des architectures x86 pour permettre l'amorçage de systèmes Linux.
Canonical Ltd. travaille sur le firmware et le support de Linux par l'intermédiaire de leurs Ubuntu Server version 14.04 et plus.

## Partenaires
Google, Tyan, Nvidia et Mellanox sont tous des membres fondateurs de la Fondation OpenPOWER. Nvidia souhaite intégrer leurs GPU et Mellanox leurs connexions haute performance dans les processeurs POWER. Tyan travaille sur de nouveaux serveurs basés sur POWER8 et Google considère les processeurs POWER comme une bonne alternative dans ses centres de données. Altera a annoncé le support pour leur offre de FPGA et le standard OpenCL.
Le 19 janvier 2014, la Suzhou PowerCore Technology Company et l'Institut de recherche de technologie industrielle de Jiangsu ont annoncé leur volonté de rejoindre la Fondation OpenPOWER et de licencier les technologies POWER8 pour promouvoir et aider à construire des écosystèmes autour d'elles, et créer des processeurs customisé pour le big data et les applications de cloud computing,.
Le 12 février 2014, Samsung Electronics rejoint la fondation,.
En mars 2014,  Altera, Fusion-io, Hynix, Micron, Servergy et Xilinx deviennent également membres de la fondation.
En avril 2014 Canonical, Chuanghe Mobile, Emulex, Hitachi, Inspur, le Centre de recherche de Jülich, l'université d'État de l'Oregon, Teamsun, Unisource Technology Inc et ZTE sont devenus membres.
En décembre 2014 Rackspace, Avnet, Lawrence Livermore National Laboratory, les laboratoires Sandia National, l'université de Tsinghua, Nallatech, Bull et Qlogic sont devenus membres, pour un total d'environ 80 membres.
Lors du premier "OpenPOWER Summit" de 2015, l'organisation a annoncé qu'il y avait 113 membres, y compris Wistron, Cirrascale et PMC-Sierra.
À ce jour, la fondation OpenPOWER a plus de 150 membres. 